# Cylisticus cavernicolus
Cylisticus cavernicolus là một loài chân đều trong họ Cylisticidae. Loài này được miêu tả khoa học năm 1907 bởi Racovitza.